# Pusztamiske
Pusztamiske község Veszprém vármegyében, a Devecseri járásban. A település neve minden bizonnyal a Miske személynévből származik. A puszta jelző a 19. században rögzült, egykori elnéptelenedésére utalva.

The crest of Pusztamiske.

## Fekvése
Pusztamiske Veszprém vármegye középső részén, A Déli-Bakony és a Kisalföld (Marcal-medence)találkozásánál, Ajkától 12 kilométerre nyugatra, Devecsertől 5 kilométerre délre fekszik. A szomszédos települések: Nemeshany, Nyirád, Szőc, Kolontár és Devecser. A településen áthalad a Devecsert Nyirádon át Tapolcával összekötő 7317-es út, mindkét város felől csak ezen közelíthető meg.

## Története
Nevét 1402-ben említették először Kysmiske néven, mint a környék kisnemesi falvainak egyikét. Az 1488 évi összeíráskor a Miske család birtoka volt. A 16. században a porták nagyrésze azonban már a nagybirtokos Csóron család birtokaként szerepelt.
1566-ban lakói elmenekültek a törökök elől, ezután sokáig pusztaként volt említve, csak 1761-ben települt újra szabad költözési jogú magyar lakosokkal. Anyaegyházát 1550-ben említették először az írott forrásokban. 1774-ben pedig már tanítóját is említették.
Az 1828-as összeíráskor 35 jobbágy, 26 házas, 14 házatlan zsellér lakta, 1869-ben már 66 házat írtak itt össze.
A település lélekszáma a későbbiekben fokozatosan csökkent. 1960-ban még 716 lakosa volt, ma már csak ennek töredéke. Az elvándorlás, az öregedés máig jellemző folyamat a településen.

## Közélete

### Polgármesterei
- 1990–1994: Takács László (független)[3]
- 1994–1998: Takács László (független)[4]
- 1998–2002: Takács László (független)[5]
- 2002–2006: Takács László (független)[6]
- 2006–2010: Takács László (független)[7]
- 2010–2014: Takács László (független)[8]
- 2014–2019: Poór Zoltán (független)[9]
- 2019–2024: Poór Zoltán (független)[10]
- 2024– : Horváth Beáta (független)[1]

## Népesség
A település népességének változása:
| Lakosok száma | 415  | 409  | 409  | 382  | 386  | 404  | 397  |
|               | 2013 | 2014 | 2015 | 2021 | 2022 | 2023 | 2024 |

A 2011-es népszámlálás során a lakosok 94,8%-a magyarnak, 0,7% németnek, 13,6% cigánynak mondta magát (4,7% nem nyilatkozott; a kettős identitások miatt a végösszeg nagyobb lehet 100%-nál). A vallási megoszlás a következő volt: római katolikus 40,1%, református 4,5%, evangélikus 8,7%, felekezeten kívüli 6,2% (39,4% nem nyilatkozott).
2022-ben a lakosság 89,4%-a vallotta magát magyarnak, 1% cigánynak, 0,3% románnak, 0,3% németnek, 0,5% egyéb, nem hazai nemzetiségűnek (10,6% nem nyilatkozott; a kettős identitások miatt a végösszeg nagyobb lehet 100%-nál). Vallásuk szerint 9,1% volt római katolikus, 2,8% evangélikus, 0,8% református, 0,5% görög katolikus, 0,8% egyéb katolikus, 7% felekezeten kívüli (79% nem válaszolt).

## Nevezetességei
- A falu közepén áll az 1910-ben épült evangélikus templom.